# Giovan Francesco Beatrice
Giovan Francesco Beatrice, detto Lima (Gargnano, 1556 – Riva del Garda, 1609), bandito e fuorilegge della Repubblica di Venezia.

## Il bandito

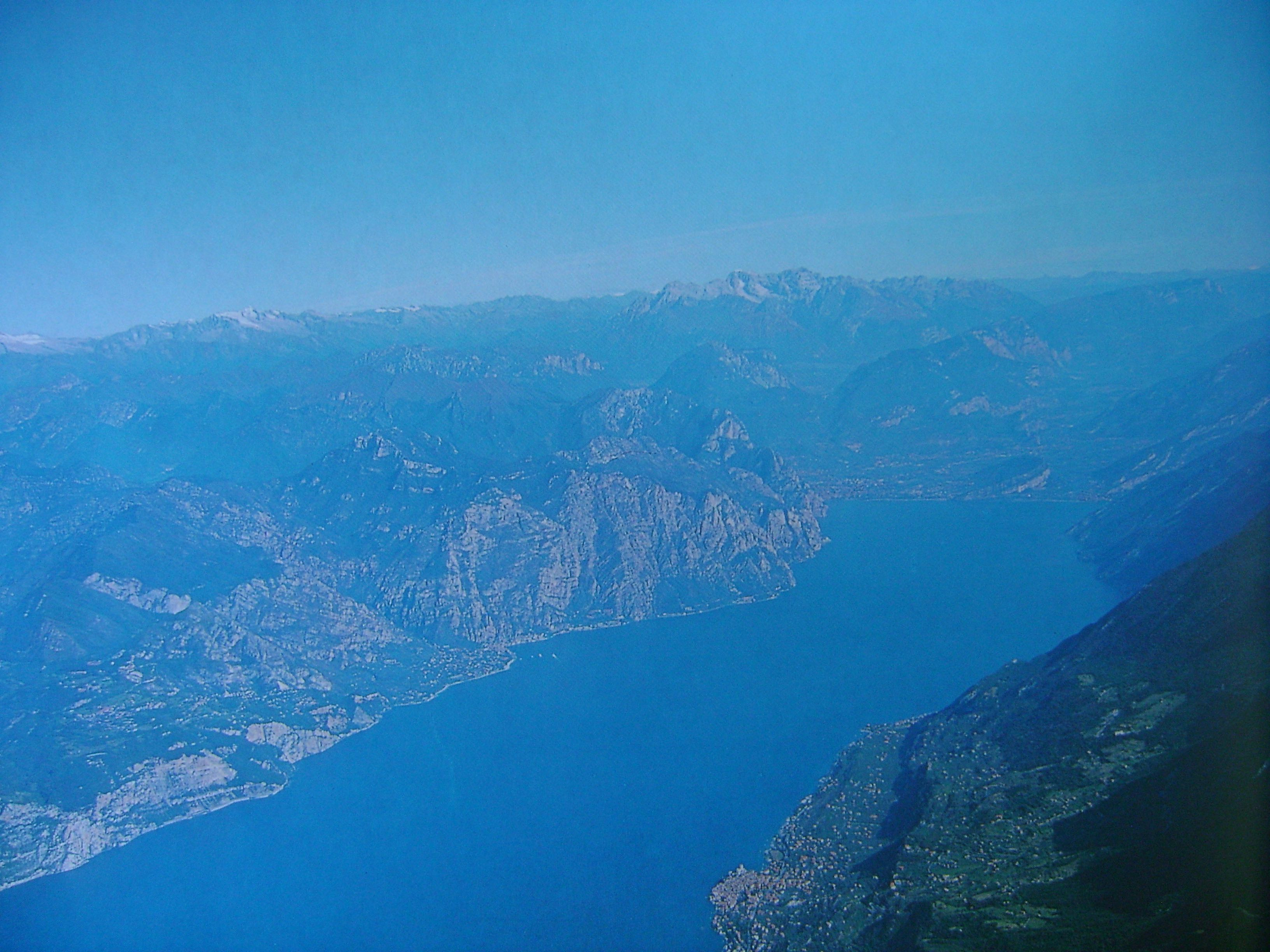
Veduta del lago di Garda

Giovan Francesco Beatrice può essere a ragione considerato come una figura emblematica di quel mondo del banditismo che in tutta Europa, tra la fine del Cinquecento e la prima metà del secolo successivo, rappresentò una fase importante di transizione nei rapporti tra poteri locali e poteri centrali. Colpito dalla pena del bando, e in quanto tale considerato bandito, nell'ambito di conflitti che traevano origine dal locale contesto animato dalla faida, divenne ben presto noto fuorilegge di seguito all'azione repressiva condotta dalle magistrature veneziane. Le vicende della sua vita, non diversamente da quelle di molti altri uomini della sua epoca che seguirono il suo destino, rappresentano significativamente l'ambigua lotta condotta con ogni mezzo dai poteri centrali per imporre un diverso concetto di ordine e di sicurezza. Una lotta che perseguì il banditismo sfruttando le conflittualità e le tensioni locali e utilizzando talune forze che provenivano da quello stesso mondo e che sono state efficacemente definite military entrepreneurs. La sua lunga attività di bandito (1602-1609) che gli permise di perseguire tenacemente i conflitti locali, animato dallo spirito della vendetta, e la lotta condotta contro le autorità locali, lo resero in definitiva un vero e proprio oppositore politico, come avvenne per molti banditi dell'epoca, che inizialmente colpiti dalla pena del bando divennero infine veri e propri fuorilegge. La sua uccisione, relativamente precoce, impedì, a diversità di quanto non sarebbe accaduto al più famoso nipote Giovanni, conosciuto come Zanzanù, di entrare nella dimensione del mito.

## La famiglia Beatrice

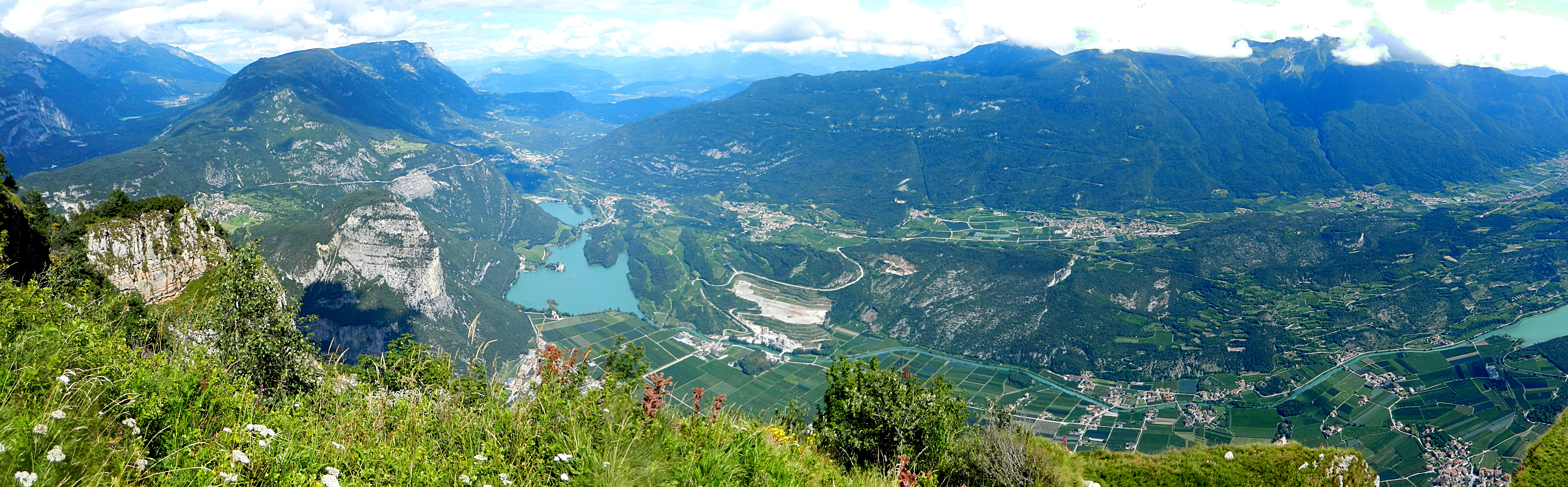
Valle dei Laghi (Trento)

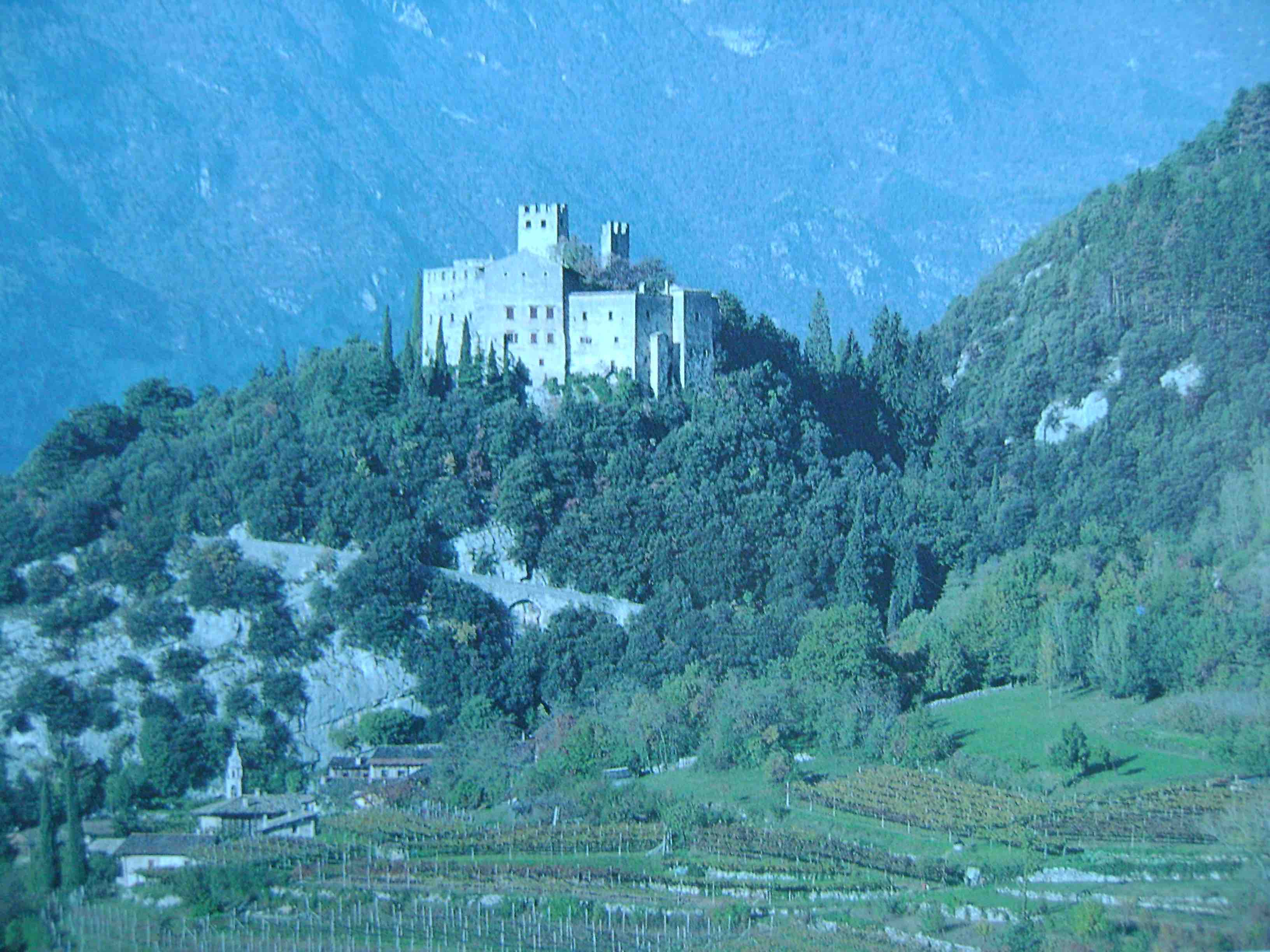
Castel Madruzzo (Trento)

La famiglia proveniva dalla zona della Valle dei Laghi nel Trentino, in prossimità di Castel Madruzzo, ma già dalla fine del Quattrocento è stabilmente insediata a Gargnano, dove Giovan Francesco nacque nel 1556 da Giovanni di Giovan Maria. Il suo ramo venne chiamato con il soprannome di Lima, per distinguerlo da quello del fratello maggiore Giovan Maria (nato nel 1545), soprannominato Zanon. Dalla seconda moglie Giovanna Larduzzi Giovan Francesco ebbe molti figli, tra i quali Marco Tullio, nato nel 1587, il quale negli anni successivi avrebbe legato il suo destino al padre e al più famoso cugino Giovanni Beatrice detto Zanon. La famiglia era dedita alla mercatura, ma di certo, non a diversità di buona parte della popolazione della riva occidentale del lago, praticava pure la fiorente attività del contrabbando di grani che dal mercato di Desenzano transitava verso il territorio arciducale. Da una approfondita inchiesta condotta dal Provveditore della Riviera nel 1598 per reprimere una vasta attività di contrabbando condotta nei principali centri del lago, la famiglia Beatrice risulta possedere un fondaco a Riva e una bottega di chiodi e di granaglie a Gargnano. Il nipote Giovanni è accusato in particolare di utilizzare il fondaco di famiglia per vendere il grano acquistato sul mercato di Desenzano.

## Il primo bando

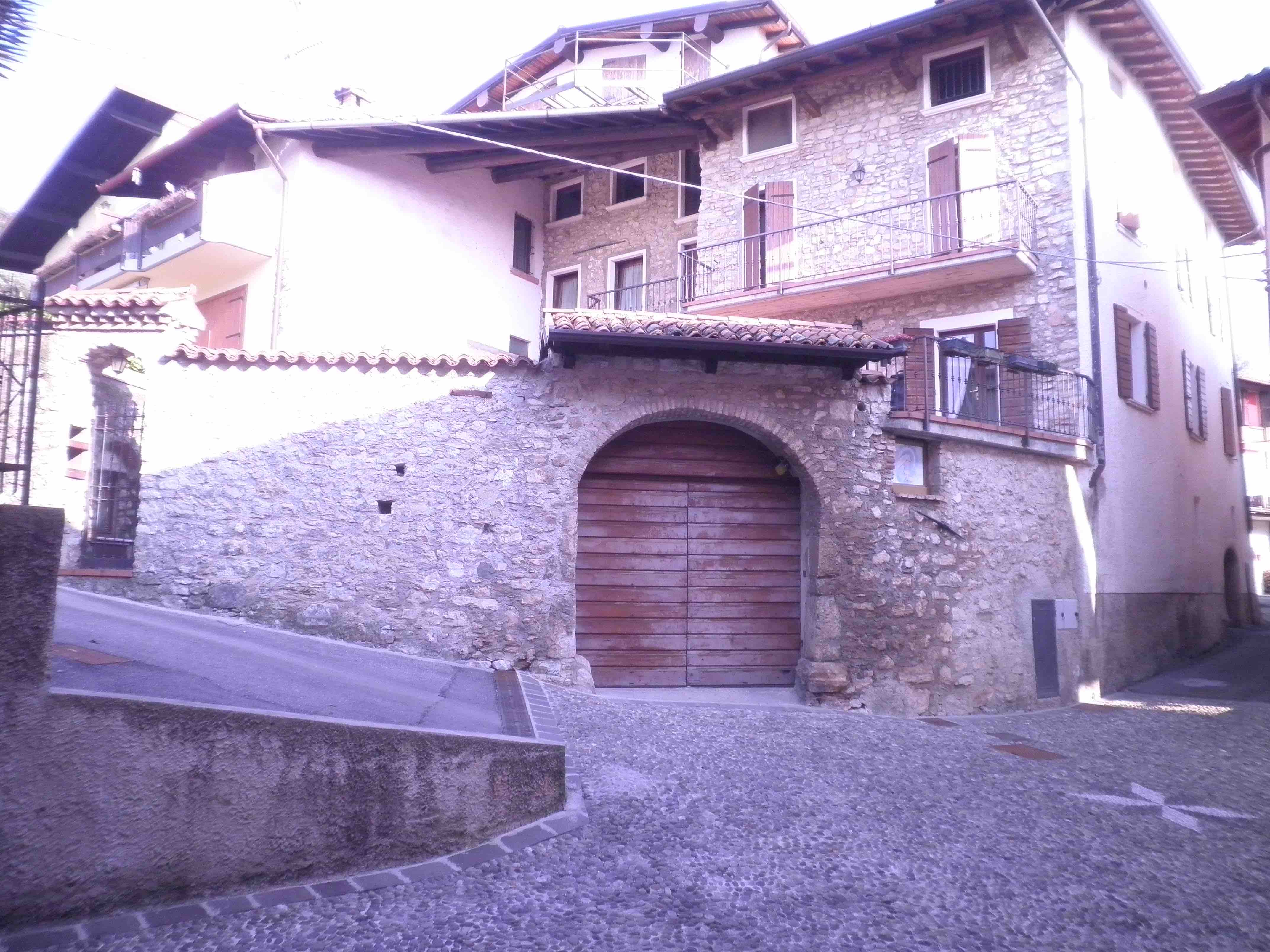
Vigole di Monte Maderno: casa di Riccobon Sette

La biografia di Giovan Francesco si arricchisce a partire dal 1602, quando, di seguito ad una faida accesasi tra le famiglie Beatrice e Sette di Maderno egli è colpito da numerosi bandi ed è costretto ad allontanarsi da Gargnano insieme al nipote Giovanni. L'antagonismo tra le due famiglie era in realtà inizialmente sorto di seguito alle azioni violente di Giacomo Sette detto il Chierico, figlio di Riccobon di Maderno, che ambiva ad ottenere il beneficio della cura arcipretale di Maderno, assegnata invece alla famiglia rivale Pullo del vicino villaggio di Fornico. Già bandito in precedenza, nell'ottobre del 1600 Giacomo Sette uccise in un agguato il chierico Ambrogio Pullo, il giovane fratello dell'arciprete. Il conflitto si estese anche a Gargnano in quanto Giovanni, il nipote di Giovan Francesco, si era sposato nel 1598 con Caterina sorella dell'ucciso. Le tensioni latenti si manifestarono visibilmente il 24 marzo 1602, in occasione della rassegna delle cernide (milizie popolari) che si teneva a Bogliaco e nella quale erano stati radunati gli uomini adulti dei villaggi che facevano capo alla quadra di Gargnano. Giovanni Beatrice e Francesco Sette, fratello del Chierico, si trovarono così l'uno di fronte all'altro e ne nacque un alterco che dalla parole passò rapidamente ai fatti. Giovanni ferì il rivale e riuscì a salvarsi dagli uomini che lo inseguivano grazie all'intervento dello zio Giovan Francesco che, dopo aver colpito a morte un compagno del Sette, costrinse gli inseguitori ad arretrare. Di seguito a tale episodio Giovan Francesco e Giovanni Beatrice vennero perpetuamente banditi da tutti i territori della Repubblica.

## L'omicidio del fratello Giovan Maria
I due si rifugiarono a Riva dove Giovan Francesco possedeva una casa. Se fossero rientrati nei territori loro interdetti essi avrebbero potuto essere impunemente uccisi come prevedevano le leggi dell'epoca. In realtà le due famiglie cominciarono ad avviare le trattative per giungere ad una pace onorevole, anche perché nel frattempo Riccobon Sette era stato condannato e il figlio Giacomo era stato ucciso nell'aprile del 1603 ad Armo, villaggio della Valvestino nel contado dei Londrone, da Eliseo e Teodoro Baruffaldo, che avevano a lungo covato la loro vendetta per l'uccisione di alcuni famigliari compiuta dallo stesso Giacomo. 

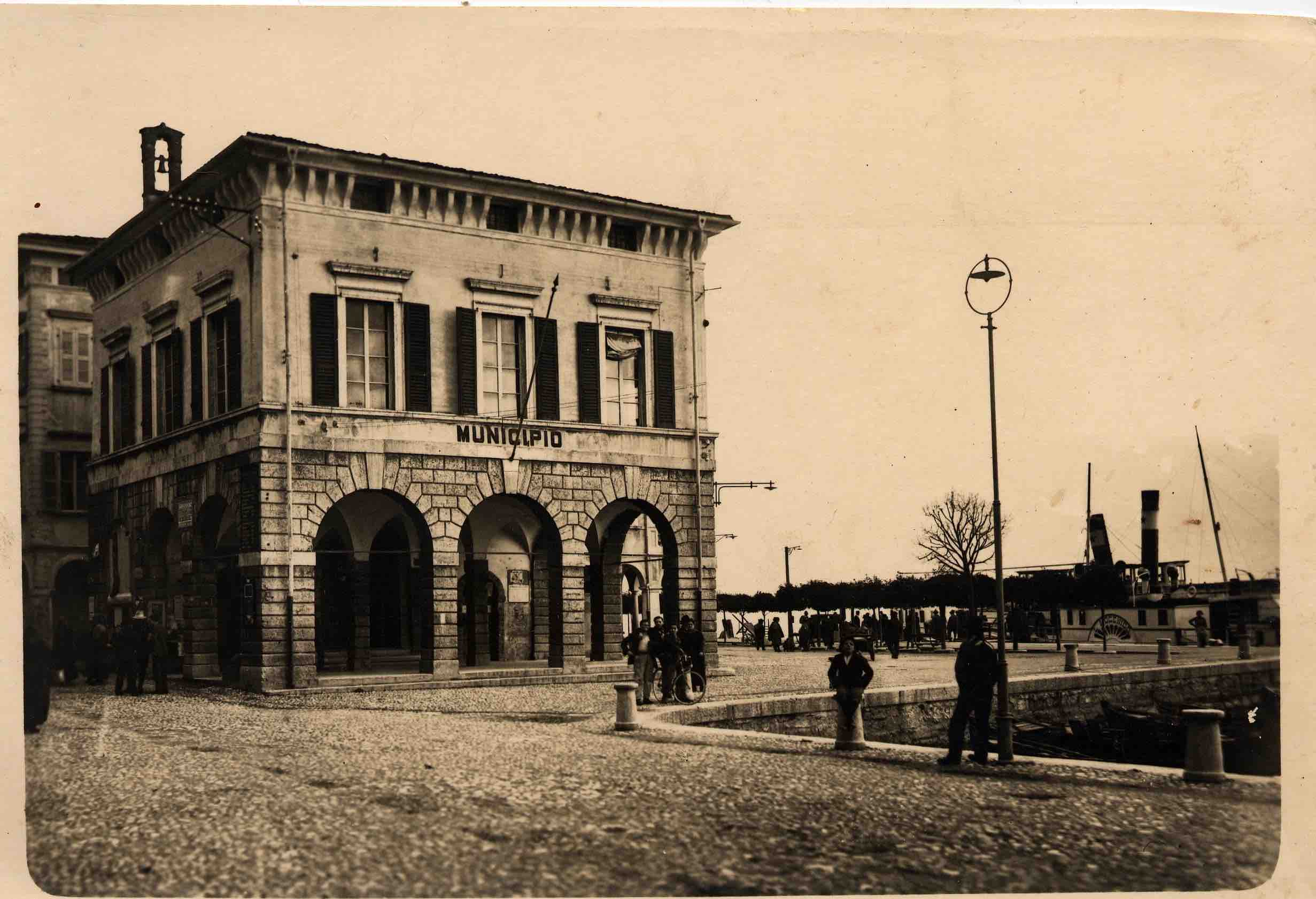
Loggia di Gargnano in una foto di fine Ottocento

La pace tra le due famiglie rivali venne comunque raggiunta nell'agosto del 1603 grazie all'intervento di fra Tiziano Degli Antoni guardiano del convento di San Francesco di Gargnano. Un atto di pace stipulato tramite atto notarile e che avrebbe dovuto agevolare il ritorno di Giovan Francesco e del nipote Giovanni con la richiesta rivolta al Consiglio dei dieci dell'annullamento del bando. In realtà Riccobon Sette e il cognato Bernardino Bardelli, arciprete di Gargnano, meditavano la vendetta che venne raggiunta il 4 maggio 1605 con l'uccisione di Giovan Maria, fratello di Giovan Francesco, ucciso da un gruppo di uomini armati mentre passeggiava sotto la loggia comunale.
L'omicidio di Giovan Maria Beatrice scatenò l'immediata reazione di Giovan Francesco e del nipote Giovanni, i quali unitisi ad altri nemici dei Sette, nel corso dell'estate del 1605 avviarono una serie di attacchi e di agguati nei confronti del Bardelli e della parentela legata alla famiglia Sette. Colpiti nuovamente da numerosi bandi inflitti con l'autorità delle supreme magistrature veneziane i due Beatrice divennero ben presto banditi famosi, cioè veri e propri fuorilegge. sulla cui testa pendevano ricchi premi che allettarono numerosi cacciatori di taglie, i quali con l'aiuto e sostegno delle autorità veneziane e dello stesso Provveditore della Riviera tesero loro molti agguati.

## La vendetta
Unitosi insieme al nipote Giovanni con altri nemici della famiglia Sette, Giovan Francesco Beatrice divenne il capo indiscusso di quel gruppo di uomini che negli anni 1605-1609 sarebbe stato conosciuto come la banda Zanoni. Questo periodo sarebbe stato ricordato molti anni più tardi, dopo la morte di Giovan Francesco, dal nipote Giovanni in una sua supplica diretta al Consiglio dei dieci in cui mirava ad ottenere la grazia in cambio di un suo diretto coinvolgimento nella guerra che Venezia aveva avviato contro gli Arciducati:
Il padre di me Giovanni Zannoni della Riviera di Salò, qual faceva ostaria in quella terra, passo ordinario di Alemagna per quelli che discendono per il lago, e dalla quale traheva il vitto di tutta la sua povera famiglia, mentre egli viveva quieto, fondato una solenne pace con giuramento firmata, sopra il sacramento dell'altare, fu empiamente trucidato da alcun della Riviera. Per questa sì inhumana e barbara attione, dubitando io Giovanni sudetto di non esser sicuro dalla fellonia d'huomini sì crudeli, indotto dalla disperatione, risolsi di vendicare sì grave offesa e d'assicurare la propria vita, presa la via dell'armi, vendicai con morti d'inimici la perdita del padre et la privatione del modo di sostener la famiglia mia; per le quali operationi restai bandito e continuandosi da nostri inimici le persecutioni, anch'io rispondendo con nuove vendette, tirando uno dietro all'altro, hebbi gran numero di bandi, non solo con l'auttorità dell'eccelso Consiglio di dieci, ma uno del medesimo Consiglio.

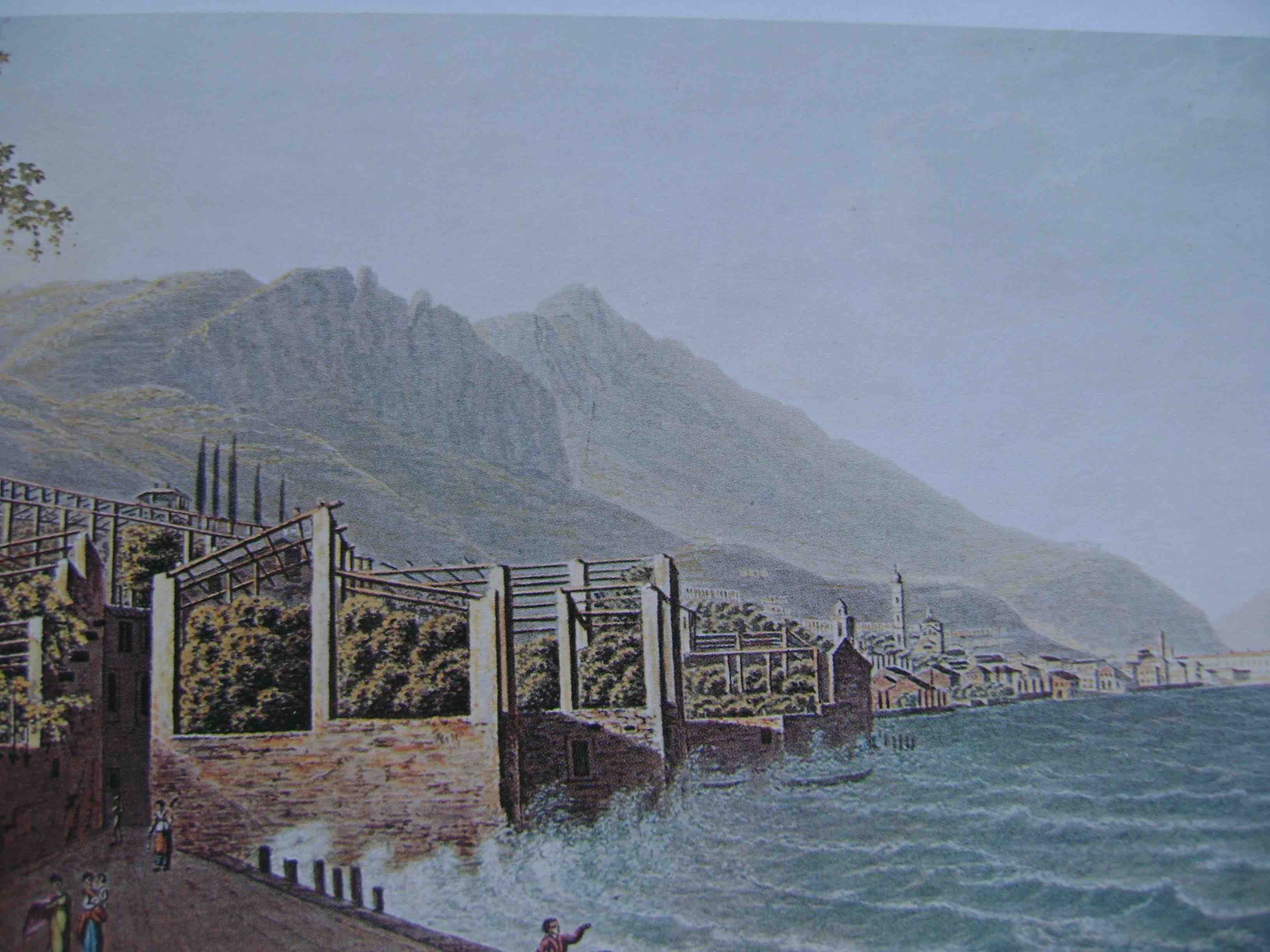
Veduta di Gargnano in un dipinto del Settecento

In realtà, il gruppo composto prevalentemente da diversi membri della famiglia Beatrice ebbe per molti anni come guida e capo riconosciuto Giovan Francesco, su cui pesava principalmente il compito di ripristinare l'onore della famiglia e di vendicare il sangue del fratello ucciso nonostante la pace stipulata solennemente con l'avallo di una prestigiosa figura religiosa. Muovendosi da Riva del Garda, dove erano tacitamente protetti dal giusdicente locale, i Beatrice violarono ripetutamente i confini del territorio da cui erano stati banditi. Nonostante alcuni indubbi successi ottenuti penetrando negli stessi due centri di Maderno e Gargnano, non riuscirono però a colpire i due nemici principali, Riccobon Sette e l'arciprete Bernardino Bardelli. Costoro, del resto, godevano della tacita protezione dei provveditori veneziani che speravano con il loro aiuto di poter sgominare la banda Zanoni che più volte si era beffata delle compagnie di soldati corsi e dalmati inviati da Venezia per dare loro la caccia.
La particolare conformazione del territorio, attraversato dal grande bacino del lago e circondato da una vasta e impervia zona montuosa, permisero a Giovan Francesco e al nipote, con il loro seguito, di muoversi agevolmente, sfuggendo alla caccia mossa contro di loro da cacciatori di taglie e dai soldati inviati dal provveditore. Come attestava Lunardo Valier nell'ottobre del 1605, scrivendo al Senato, Giovan Francesco e il nipote Giovanni erano favoriti e assicurati dal giusdicente Gaudenzio Madruzzo e potevano dunque contare su una base sicura, anche perché difficilmente gli emissari dei loro nemici avrebbero potuto raggiungerli, temendo la reazione di quel signore che con la pena del bando avrebbe loro precluso ogni redditizia attività economica. Un fattore che alla lunga si sarebbe però ritorto contro gli stessi Beatrice in quanto le loro incursioni e la loro attività di disturbo si riverberava inevitabilmente sulla redditizia attività di contrabbando e sugli interessi economici di influenti mercanti di Salò e di Desenzano.

## La morte di Riccobon Sette
Le tensioni erano però ancora incentrate sulla tragica figura di Riccobon Sette che era stato a sua volta bandito in quanto mandante dell'uccisione di Giovan Maria Beatrice e che aveva visto tutti i suoi figli uccisi nella lunga faida avviatasi contro le numerose famiglie rivali. Riccobon Sette sembrò soddisfare la sua sete di vendetta il 19 giugno 1607. Segretamente avvisato da un uomo infiltratosi nella banda, che Giovan Francesco e Giovanni Beatrice erano a Bogliaco, Riccobon Sette riunì un consistente gruppo di uomini e circondò il palazzo posto lungo il lago in cui si erano asserragliati gli avversari. L'assedio venne condotto dallo stesso provveditore veneziano, che era stato chiamato dal Sette, nonostante quest'ultimo fosse bandito. Era inoltre stata subito inviata un'imbarcazione a Sirmione per avvisare il provveditore al lago Benedetto Pesaro. Ancora una volta la fortuna e l'intraprendenza soccorsero Giovan Francesco e il nipote. Nonostante l'assedio e l'allarme generale, nel corso della notte i due Beatrice con i loro compagni riuscirono a fuggire perforando una parete della casa in cui si erano rifugiati e trovando la salvezza su un'imbarcazione che uno di loro si era procurato nuotando con il favore del buio. Prima di allontanarsi erano tuttavia riusciti ad uccidere lo stesso Riccobon Sette.

## Il controllo del lago e i nuovi nemici
Gli anni contraddistinti dall'ansia di raggiungere la vendetta si erano dunque conclusi con quell'episodio cruento che aveva sancito la morte del nemico principale, ma che aveva ancora una volta disegnato la lotta senza quartiere e senza mezzi termini che le autorità veneziane avevano avviato contro il banditismo. Un nuovo periodo si apriva ora per Giovan Francesco e Giovanni Beatrice. Dal sicuro porto di Riva essi pensarono bene di trarre profitto dall'indubbio successo che aveva accresciuto il loro prestigio in tutta la Riviera del Garda. I due Beatrice avviarono negli anni seguenti una consistente attività di contrabbando lungo il lago, armando un'imbarcazione che permetteva loro non solo di difendersi, ma anche di controllare la redditizia attività che, muovendo da Desenzano, interessava i principali centri del grande bacino. Lo ricorda il podestà di Verona nel giugno del 1608 in una sua missiva diretta al Consiglio dei dieci, in cui comunicava alcune rapine avvenute nei confronti di imbarcazioni che transitavano sul lago:

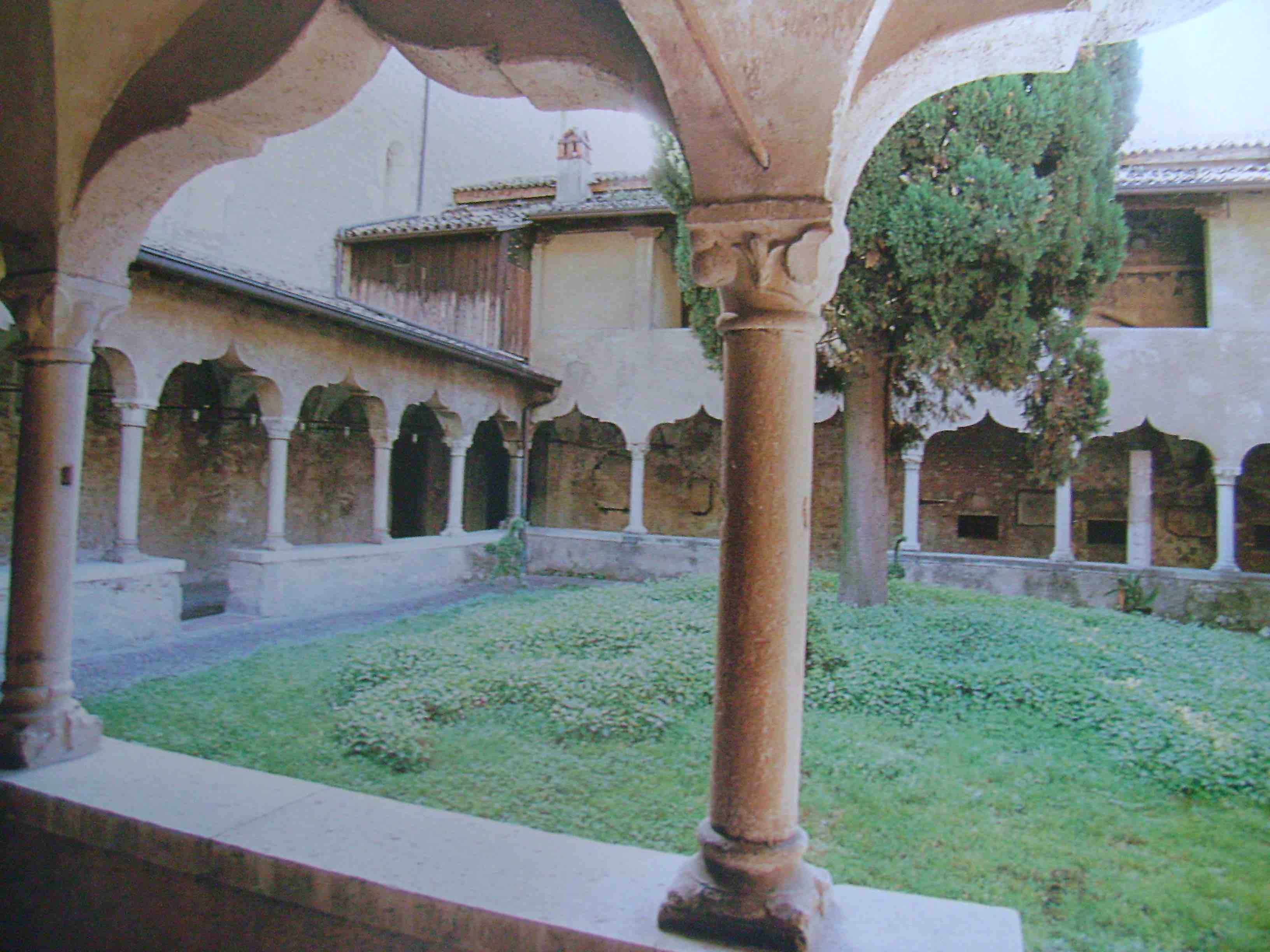
Il chiostro del monastero di San Francesco di Gargnano

li Zanoni, famosi banditi della Riviera, sogliono con una barca armata de falconetti, spalleggiare li contrabandi di biave che vengono levate dal Desenzano.
Con la loro attività e le frequenti incursioni Giovan Francesco Beatrice e il suo gruppo di banditi si erano però creati nuovi e più pericolosi nemici. L'attività del banditismo si era infatti intrecciata con quella economica, minacciando non solo la fiorente attività del contrabbando ma anche assetti sociali costituiti. Un nuovo e ancor più cruento conflitto si aprì con la famiglia Ferrari di Bogliaco soprannominata Putellini che da tempo, in maniera non dissimile dai Beatrice, esercitava l'attività di mercatura. Un conflitto che vide infine vittoriosi, ancora una volta, i Beatrice, che in una serie di scontri a fuoco uccisero, uno ad uno, tutti i membri della famiglia rivale. A nulla valsero gli sforzi di fra Tiziano Degli Antoni, guardiano del monastero di San Francesco, di indurre Giovan Francesco a rimanere tranquillo a Riva, in attesa di tempi migliori. Un episodio sorprendente attesta come fra Tiziano avesse non solo mantenuto i rapporti con Giovan Francesco e Giovanni Beatrice, ma operasse pure per indurli a non eccedere nelle loro azioni di disturbo. Nell'ottobre del 1608 essi catturarono fra Ludovico Marchetti, legato alla fazione avversaria e ricercato dal Consiglio dei dieci su richiesta del Nunzio apostolico a Venezia. E, come riferiva allibito in un suo dispaccio il provveditore di Salò Pietro Benedetti, il quale, senza molti infingimenti, operava in stretto accordo con la famiglia Ferrari per sgominare la banda Zanoni, i Beatrice
si havevano fatto lecito con temerario ardir di ferrir d'acrchibugiate nella villa di Gain et far preggione di propria loro auttorità un frate Ludovico Marchetti, del quale a richiesta di monsignor illustrissimo Noncio appostolico era da Sua Serenità comessa la rettentione a questa giustitia; et quello, così ferito publicamente condure al monastero di San Francesco di Gargnano et consignarlo a quel guardiano, dicendoli: tollete che ve lo conducemo conforme al vostro desiderio.
Un episodio che accentuò le tensioni nei confronti dei Ferrari, che cogliendo l'occasione di uno scontro a fuoco con i Beatrice, pochi giorni dopo entrarono a forza nel monastero di San Francesco di Gargnano, rovistando in tutte le celle e sparando furiosamente colpi di archibugio, ritenendo che i padri proteggessero i membri della banda rivale. Inoltre entrarono in varie case del villaggio ed in particolare in quella di Caterina Pullo, moglie di Giovanni Beatrice, asportando una cassa di biancheria. Il provveditore riferiva con malcelato imbarazzo quanto era avvenuto e allegava, senza alcun commento, una dettagliata e sdegnata denuncia di fra Tiziano in cui si elencavano gli oggetti rubati e le violenze compiute dai Ferrari nel monastero.

## Alberghino Alberghini e i mercanti del lago
In realtà il provveditore Benedetti operava da tempo in stretta combutta con alcuni facoltosi mercanti per debellare il gruppo dei Beatrice, cui ormai si attribuivano gran parte delle rapine che avvenivano lungo il lago. Fu forse per questo motivo e, comunque per crearsi un appoggio nell'attività di contrabbando, che Giovan Francesco Beatrice e il nipote strinsero un'alleanza con il gruppo che in Salò faceva capo alla famiglia Ceruti, storica nemica del mercante Alberghino Alberghini e dei suoi sodali. Nell'agosto del 1608 compirono un'impresa clamorosa, forzando le porte delle prigioni della città, poste proprio di fronte al palazzo del Provveditore, e liberando Giovan Battista Pace uomo dei Ceruti ivi rinchiuso. Lo scontro con il provveditore Pietro Benedetti era ormai esplicito ed assumeva toni di sfida. Ma lo stesso rappresentante veneziano nel gennaio del 1609, comunicando al Consiglio dei dieci alcune recenti rapine avvenute nei centri del lago, non poteva esimersi dall'osservare come

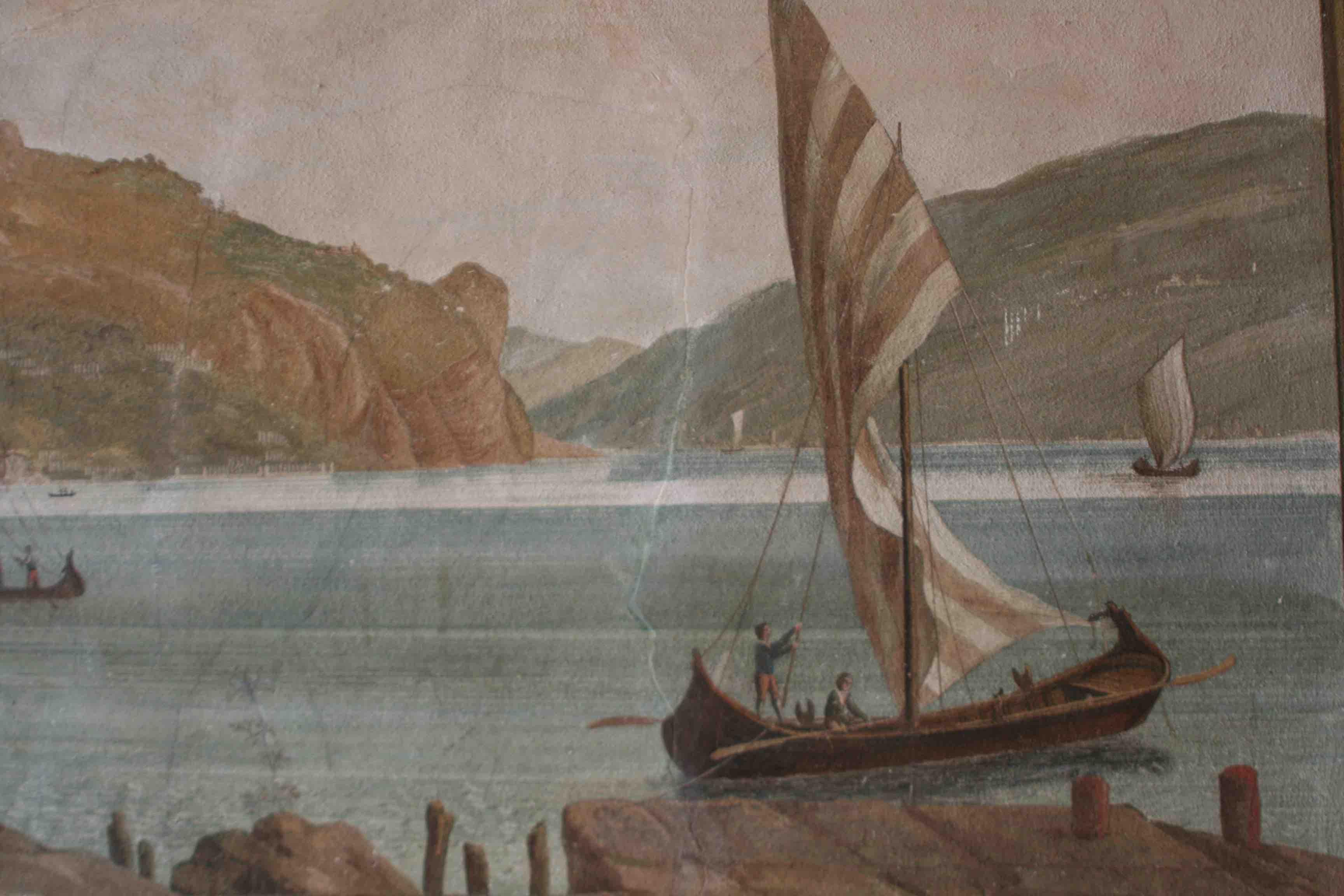
Un’imbarcazione sul lago in un dipinto settecentesco

Sebene li Zannoni continuano formidabili nella loro tirannide entrando ogni giorno nelle case, anco un miglio vicino a questa terra, volendo vengono a bever et standovi i giorni et le notti intiere, senza permetter che alcuno possa uscir fuori fino al partir loro, tuttavia li sodetti svalisi possono anco venir da altra gente (come si crede d'alcun di essi).
In realtà la fama ormai acquisita dalla banda Zanoni faceva sì che ad essa venissero facilmente attribuite violenze e rapine commesse da altri. Lo avrebbe ricordato Giovanni Beatrice molti anni più tardi nella sua supplica diretta al Consiglio dei dieci:
Confesso esser reo di molti bandi, tutti però per delitti privati et niuno per minima attinentia di cose publiche e di stato, né con conditione escluso dalla presente parte, né meno con carico di risarcir alcuno, ma siami ben anco lecito il dire che, essendo stati commessi molti eccessi da altri sotto il nome mio, di quelli essendo fuori di speranza di potermi liberare, già mai non ho curato di scolparmi.
Lo stesso avvenne per il furto condotto al Monte di Pietà di Portese, avvenuto nella notte del 22 gennaio del 1622, che il Benedetti, senza ombra di dubbio attribuiva ai Beatrice, ma che in seguito si scoprì essere opera d'altri. Un'azione che, evidentemente, aveva l'obbiettivo di delegittimare pubblicamente la banda Zanoni.

## L'agguato di Riva e la morte
Le azioni di disturbo compiute dai Beatrice avevano però coalizzato un vasto e potente gruppo di mercanti del lago, ormai decisi a chiudere la partita con i banditi, contando anche sul fatto che il giusdicente di Riva si era infine deciso a togliere loro ogni forma di protezione. In accordo con il provveditore Benedetti essi fecero affluire un centinaio di uomini, molti dei quali erano pure colpiti dalla pena del bando, disponendoli in agguato in vari punti del lago. Grazie ad una persona che avevano infiltrato nella banda, la caccia all'uomo non poteva che avere un esisto positivo. Il successo arrise al bandito Alessandro Remer che da oltre due mesi attendeva in agguato a Riva del Garda con un consistente gruppo di uomini. Nella notte tra il 13 e il 14 febbraio del 1609 la banda Zanoni, che si stava avvicinando al porto di Riva, fu investita da un micidiale fuoco di archibugi. Alcuni di loro morirono all'istante. Giovan Francesco Beatrice venne ferito, mentre il nipote Giovanni ed alcuni altri si salvarono tuffandosi nel lago, giungendo poi fortunosamente a Limone. Dopo aver nascosto ed assicurato lo zio in un casolare sopra i monti di Limone. Giovanni Beatrice si diresse verso Gargnano. Lo accompagnava l'infiltrato Gaspare Feltrinello, che tentò inutilmente di ucciderlo, anche se riuscì a comunicare al Remer il luogo in cui si era rifugiato Giovan Francesco Beatrice. Le ultime fasi della vicenda vennero raccontate da alcuni abitanti di Limone che Alessandro Remer era riuscito a convincere ad essere presenti con la scusa di presenziare in qualità di testimoni ad un testamento:
Il quale ci disse che havea un bandito dentro quella casetta, che voleva che fossimo presenti a vederli tuor la testa, […]et che quello era Zuan Francesco Lima, come l'haveressimo veduto, confessato che egli si fosse, dopo che poco venne fuori di essa casetta l'arciprete di Limone, overo capellano; et dopo tornò dentro et lo bagnò di aquasanta et gli raccomandò l'anima. Et dopo haverci detto esso signor Alessandro che lo dovessimo ben riconoscere et mentre che lo guardassimo sentei chel disse: Son Zuan Francesco Lima. Il signor Alessandro gli disse: Volete che ve amazzemo con le stilettate o con le archibugiate. Et il Lima gli disse che dovessero dargli delle archibugiate. Allora il Remer gli diede un'archibugiata et un suo compagno un'altra. Et gli tolsero la testa.
La testa di Giovan Francesco Lima venne posta sulla cosiddetta pietra del bando di Salò perché fosse riconosciuta dai testimoni presentati dal gruppo di mercanti che avevano organizzato l'operazione. L'infiltrato Gaspare Feltrinello, nonostante appartenesse alla banda, venne interrogato nella casa di Alberghino Alberghini, il mercante che già da tempo operava a stretto contatto con le autorità veneziane per debellare la banda guidata da Giovan Francesco Beatrice e che aveva direttamente assoldato Alessandro Remer e i suoi uomini. Quest'ultimo, nonostante i suoi sforzi, non riuscì ad ottenere tutti i premi che aveva richiesto al Consiglio dei dieci, in quanto i corpi di alcuni dei membri della banda uccisi erano sprofondati nel lago.
Il nipote di Giovan Francesco Lima sopravvisse ancora diversi anni e, a diversità dello zio, poté entrare nella dimensione del mito con il nome di Zanzanù. Morì infatti il 17 agosto 1617 in una grande battaglia nei monti sopra Tignale, ucciso dall'attacco concentrico di alcune comunità. Una battaglia che è stata eternata dal pittore Giovan Andrea Bertanza nel grande ex-voto che ancora oggi è conservato presso il santuario della Madonna di Montecastello di Tignale.